# Colotinis
Els colotinis (Colotini) són una tribu de tribu de lepidòpters papilionoïdeus de la família dels pièrids (Pieridae), subfamília Pierinae.

## Taxonomia
Inclou 6 gèneres i un total de 73 espècies.
- Hebomoia Hübner, [1819]
- Colotis Hübner, [1819]
- Calopieris Aurivillius, 1898
- Eronia Hübner, [1823]
- Nepheronia Butler, 1870
- Pareronia Bingham, 1907

## Distribució
Es distribueix per l'Àfrica subsahariana i l'Extrem Orient. A Europa (Espanya) es troba Colotis evagore.